# پرچم جمهوری چک
پرچم ملی جمهوری چک (به چکی: státní vlajka České republiky) همان پرچم چکسلواکی پیشین است. پس از فروپاشی چکسلواکی، جمهوری چک پرچم آن را نگه داشت، در حالی که جمهوری اسلواکی پرچم خود را اختیار کرد.
نخستین پرچم چکسلواکی بر اساس نشان کشور و قرارگیری نوار سفید بر روی نوار سرخ طراحی شده بود. طرحی همانند پرچم لهستان بود، که افزون بر آن، مثلثی آبی رنگ نیز بر رج پرچم (بخشی که بر روی طناب بالابر سوار می‌شود) نقش بسته بود. این پرچم در سال ۱۹۳۹ توسط نازی‌ها ممنوع شد و پرچمی سه‌رنگ افقی با رنگ‌های سفید، سرخ و آبی به جای آن تحمیل شد. در سال ۱۹۴۵ پرچم اصلی باز گردانده شد.
در سال ۱۹۹۳ هنگامی که دو جمهوری چک و اسلواکی از هم جدا شدند، چک‌ها همان پرچم جمهوری فدراتیو چک و اسلواک را پذیرفتند، که این امر ناقض قانونی بود که آشکارا، هر گونه به‌کارگیری نمادهای حکومت فدرالی پیشین را برای وارثان آن پس از فروپاشی منع کرده بود.